# Cutibacterium acnes
Cutibacterium acnes (по-рано познат като Propionibacterium acnes) е бавно растяща, обикновено аеротолерантна анаеробна, грам-положителна бактерия, свързана със състоянието на кожата при акне. Проучване показва, че няколко гена в бактерията могат да генерират ензимиза разграждане на кожата и протеини, които могат да бъдат имуногенни, тоест активират на имунната система.
Освен по кожата, може да се развива и намери и по целия стомашно-чревен тракт.
Първоначално идентифициран като Bacillus acnes, по-късно е наречен Propionibacterium acnes заради способността му да генерира пропионова киселина. През 2016 г. P. acnes беше таксономично прекласифициран като C. acnes в резултат на биохимични и геномни изследвания.

## Развиване на бактерията
Бактериите Cutibacterium acnes живеят предимно дълбоко във фоликулите и порите, където няма кислород, въпреки че се намират и на повърхността на здравата кожа. В тези фоликули бактериите C. acnes се хранят с мъртви кожни клетки и себум набавяйки си хранителни вещества. Повишеното производство на себум от хиперактивни мастни жлези (мастна хиперплазия) или запушване на порите води до растеж и размножаване на бактериите C. acnes.
Бактериите Cutibacterium acnes отделят много протеини, включително няколко храносмилателни ензима. Тези ензими участват в смилането на себума и усвояването на други хранителни вещества. Те могат също така да увредят слоевете клетки, които образуват стените на фоликула. Клетъчното увреждане и бактериалните остатъци, произведени от бързия растеж на C. acnes във фоликулите, могат да предизвикат възпаление. Това възпаление може да доведе до симптомите, свързани с някои често срещани кожни заболявания, като фоликулит и акне вулгарис. Акне вулгарис е заболяването, което най-често се свързва с инфекция с C. acnes.

## Лечение
Бактерията не се влияе от диети, режими и хормонални промени. Лекува се с антибиотици със задължително наблюдение от лекар или дерматолог.
При лечение се използват антибиотиците със задължително лекарско предписание с вероятност C. acnes да придобият резистентност, са еритромицин, азитромицин, клиндамицин, доксициклин и миноциклин. Антибиотиците имат странични ефекти засягащи стомаха, тънките и дебелото черво.
Също бактериите C. acnes са податливи на много видове антимикробни химикали, достъпни без рецепта, включително бензоил пероксид, триклозан, хлороксиленол, салицилова киселина и хлорхексидин глюконат.
Елементите сребро, сяра, и мед също са доказали, че са токсични за много бактерии, включително C. acnes.